# Ochsenfurt
Ochsenfurt (tiếng Anh: Oxford on the Main) là một đô thị tại huyện Würzburg, bang Bayern, Đức.

## Tham khảo

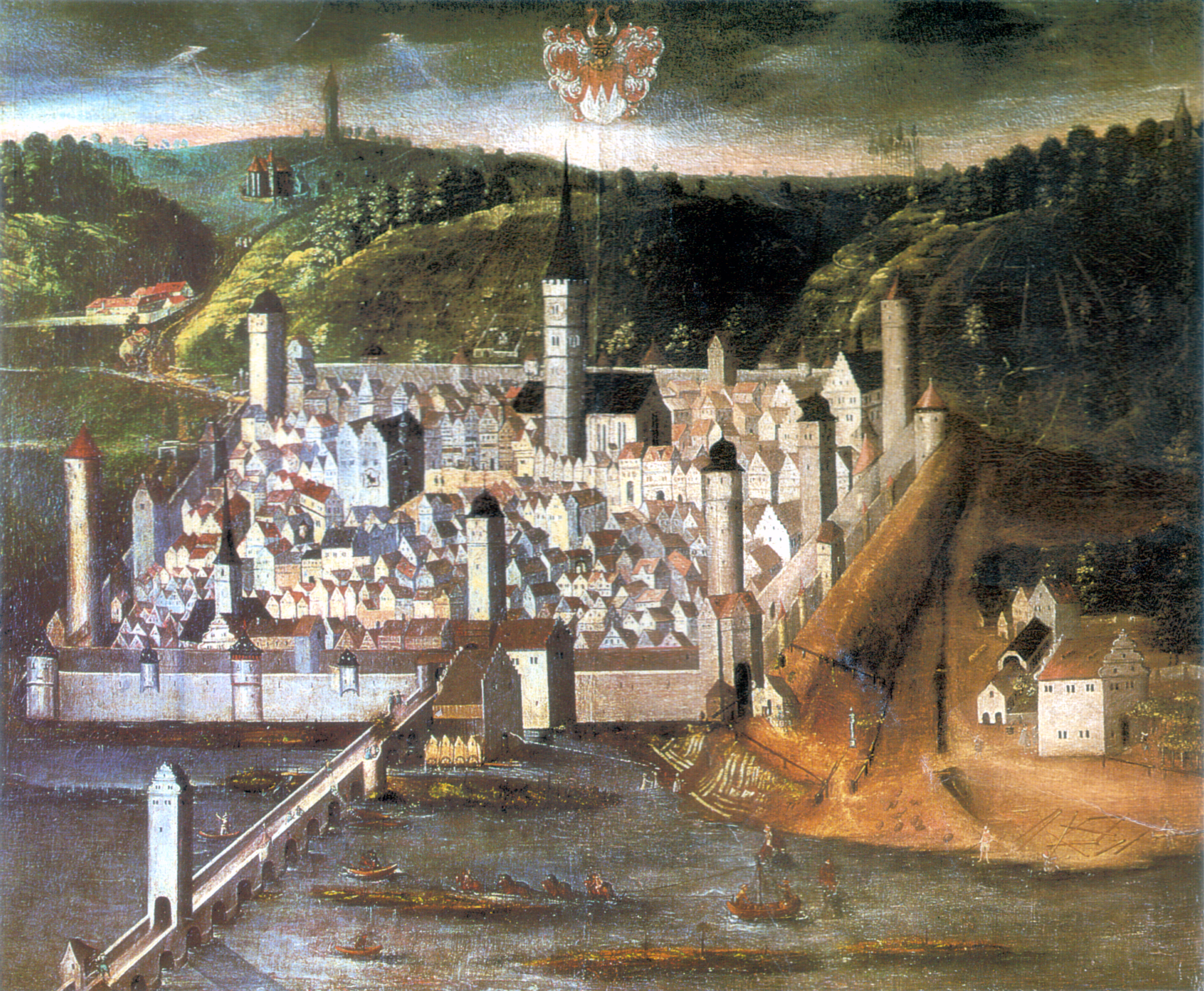
Painting of Ochsenfurt - 1623

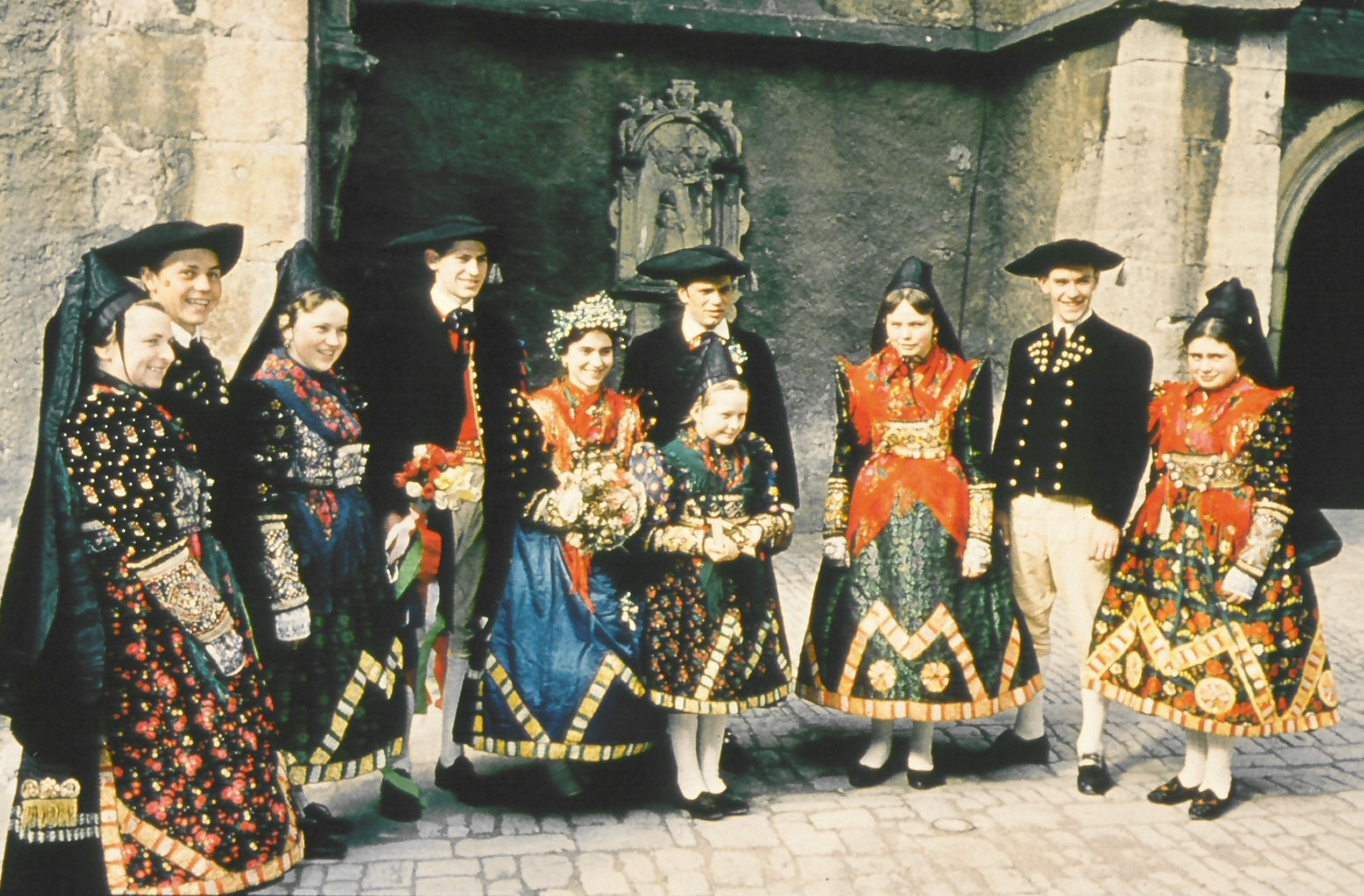
Tradition local costumes in Ochsenfurt

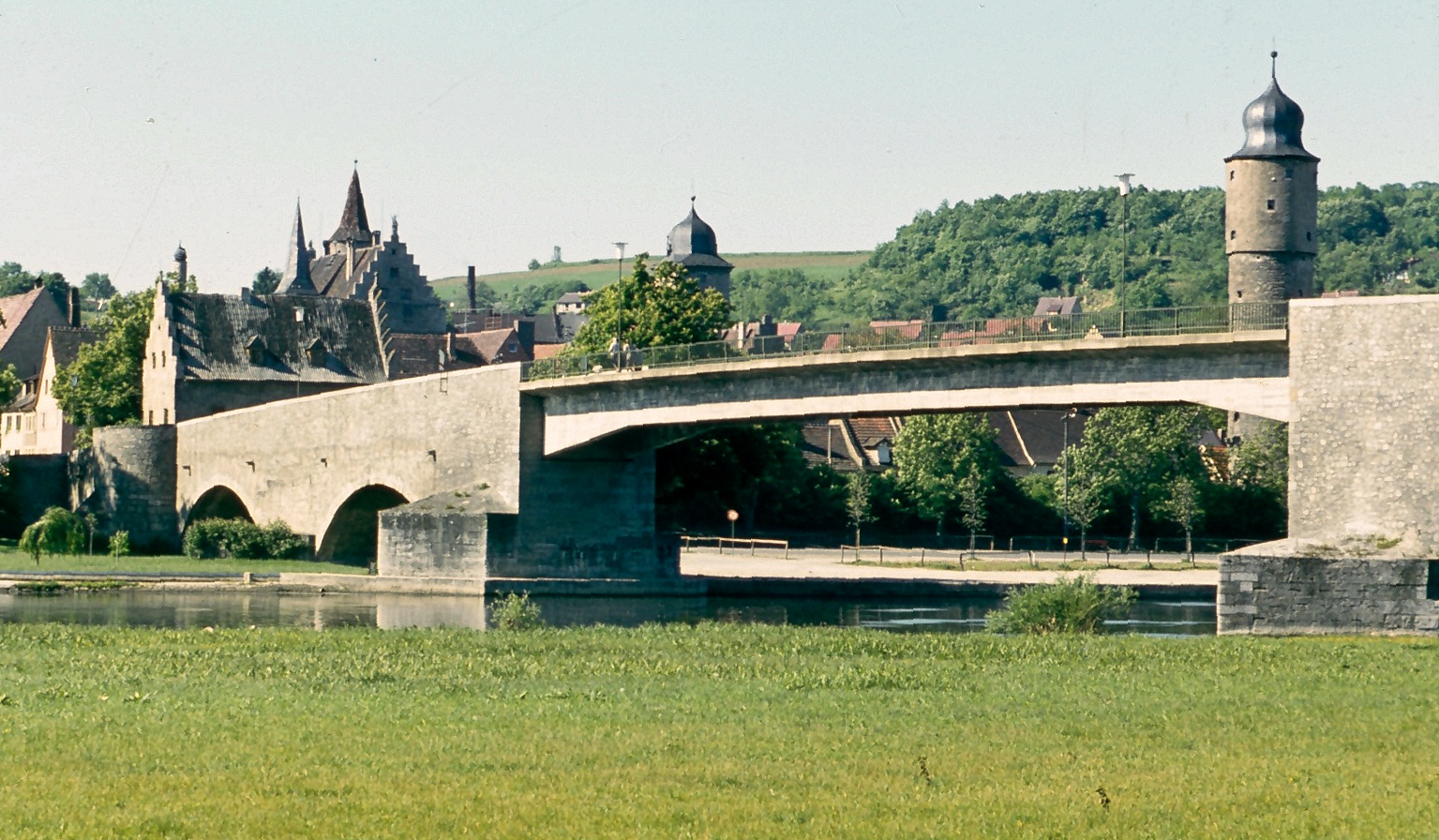
Alte Mainbrücke, after the post-WW II rebuilding

## Thành phố kết nghĩa
| - Ropczyce ở Ba Lan - Wimborne ở Anh - Zábřeh ở Cộng hòa Séc |  | - Coutances ở Pháp - Colditz thuộc nước Đức |